# Kiskatinaw Park
Kiskatinaw Park är en park i Kanada.   Den ligger i provinsen British Columbia, i den centrala delen av landet, 3 300 km väster om huvudstaden Ottawa. Kiskatinaw Park ligger 691 meter över havet.
Terrängen runt Kiskatinaw Park är huvudsakligen platt, men den allra närmaste omgivningen är kuperad. Trakten runt Kiskatinaw Park är nära nog obefolkad, med mindre än två invånare per kvadratkilometer..
Trakten runt Kiskatinaw Park består till största delen av jordbruksmark.